# Pasta
Pasta (mì ống và nui) là một loại thực phẩm thường được làm từ bột mì không men trộn với nước hoặc trứng  và được tạo hình thành dạng tấm hoặc các hình dạng khác nhau, sau đó được làm chín bằng cách luộc hoặc nướng. Bột gạo hoặc các loại cây họ đậu như đậu hoặc đậu lăng, đôi khi được sử dụng thay cho bột mì để tạo ra một hương vị và kết cấu khác hoặc như một chất thay thế không chứa gluten. Mì ống là thực phẩm chủ yếu của ẩm thực Ý.
Mì ống được chia thành hai loại chính: khô (pasta secca) và tươi (pasta freshca). Hầu hết mì ống khô được sản xuất thương mại thông qua quy trình đúc ép đùn (extrusion), mặc dù cũng có thể được làm tại nhà. Mì ống tươi được sản xuất thủ công theo cách truyền thống, đôi khi có sự hỗ trợ của máy móc đơn giản. Mì ống tươi bán sẵn trong các cửa hàng tạp hóa được sản xuất thương mại bằng máy quy mô lớn.
Cả hai loại mì ống khô và tươi đều có nhiều hình dạng và chủng loại, với 310 dạng cụ thể được biết đến với hơn 1.300 tên được ghi nhận. Ở Ý, tên của các hình dạng hoặc loại mì ống cụ thể thường khác nhau tùy theo ngôn ngữ. Ví dụ, mì ống cavatelli được gọi bằng 28 tên khác nhau tùy thuộc vào thị trấn và khu vực. Các hình thức phổ biến của mì ống bao gồm hình dạng dài và ngắn, ống, hình phẳng hoặc tấm, hình dạng thu nhỏ để nấu súp, hình dạng được làm đầy hoặc nhồi, có các hình dạng đặc biệt hoặc hình trang trí.
Là một thành phần quan trọng của ẩm thực Ý, theo cách truyền thống cả mì ống tươi và khô đều được sử dụng cùng một trong ba loại món ăn chế biến sẵn: như pasta asciutta (hoặc pastasciutta), mì ống nấu chín được tráng và phục vụ với nước sốt hoặc gia vị bổ sung; phân loại thứ hai của các món mì là mì ống ở brodo, trong đó mì ống là một phần của món ăn dạng súp. Loại thứ ba là pasta al forno, trong đó món mì này được kết hợp vào một món ăn sau đó được nướng trong lò. Các món mì nhìn chung rất đơn giản nhưng các món ăn riêng lẻ sẽ khác nhau về cách chế biến. Một số món mì ống được phục vụ như một món nhỏ đầu tiên hoặc cho bữa trưa nhẹ, chẳng hạn như món salad mì ống. Các món ăn khác có thể được chia khẩu phần lớn hơn và dùng cho bữa tối. Tương tự như vậy, nước sốt mì ống có thể khác nhau về hương vị, màu sắc và kết cấu.
Về mặt dinh dưỡng, mì ống nấu chín có 31% cacbohydrat (chủ yếu là tinh bột), 6% protein và ít chất béo, với một lượng mangan vừa phải, nhưng mì ống nói chung có hàm lượng vi chất dinh dưỡng thấp. Mì ống có thể được làm giàu hoặc tăng cường, hoặc làm từ ngũ cốc nguyên hạt.

## Từ nguyên
Từ "pasta" lần đầu tiên được chứng thực trong tiếng Anh vào năm 1874, bắt nguồn từ pasta trong tiếng Ý, lần lượt đến pasta trong tiếng Latinh, nó được viết tắt của tiếng Hy Lạp παστά (pasta) có nghĩa là "cháo lúa mạch".

## Lịch sử
Các tài liệu tham khảo đầu tiên ghi chép về pasta có từ năm 1154. Nó cũng thường được sử dụng để chỉ sự đa dạng của các pasta. Tổng cộng có hơn 310 loại pasta khác nhau với 1300 tên gọi gần đây đã được ghi chép.
Thông thường, mì pasta được làm từ bột nhào lúa mì không lên men lúa mì cứng trộn với nước và làm thành tấm hoặc các hình dạng khác nhau, sau đó nấu chín và phục vụ trong bất kỳ số lượng các món ăn. Món này có thể được làm từ bột từ các loại ngũ cốc khác và trứng có thể được sử dụng thay vì nước. Mỳ có thể được chia thành hai thể loại lớn, mì khô (pasta secca) và mì tươi (pasta fresca). Trứng gà thường xuyên là nguyên liệu chủ yếu của chất lỏng khi làm mì tươi.

## Phân loại
Tại Ý, tên của các hình dạng cụ thể hoặc các pasta thường khác nhau theo phương ngữ. Ví dụ dạng cavatelli được biết đến bởi 28 tên gọi khác nhau tùy thuộc vào khu vực và thị trấn. Hình thức phổ biến của mì ống bao gồm hình dạng dài, hình dạng ngắn, ống, hình dạng phẳng hoặc tấm phẳng, hình dạng súp thu nhỏ, nhồi, và đặc biệt hoặc các hình dạng trang trí.
Sự phân định này dựa trên hình dạng, thành phần và thói quen sử dụng. Trong đó, spaghetti vẫn là một loại phổ biến nhất. Spaghetti có dạng sợi tròn nhỏ, được làm từ bột mì loại semolina và nước. 
Nhìn chung, những món ăn từ Pasta thường được người ta chế biến tương đối nhanh chóng. Trong đó, điểm nhấn chủ yếu vẫn là nước xốt đi kèm. Xốt đi kèm với pasta thường là xốt cà chua, thêm ít phô mai, thịt băm. Các loại xốt này có thể có nhiều loại rau gia vị (đặc biệt là oregano và húng, dầu ô liu, thịt, hoặc rau.

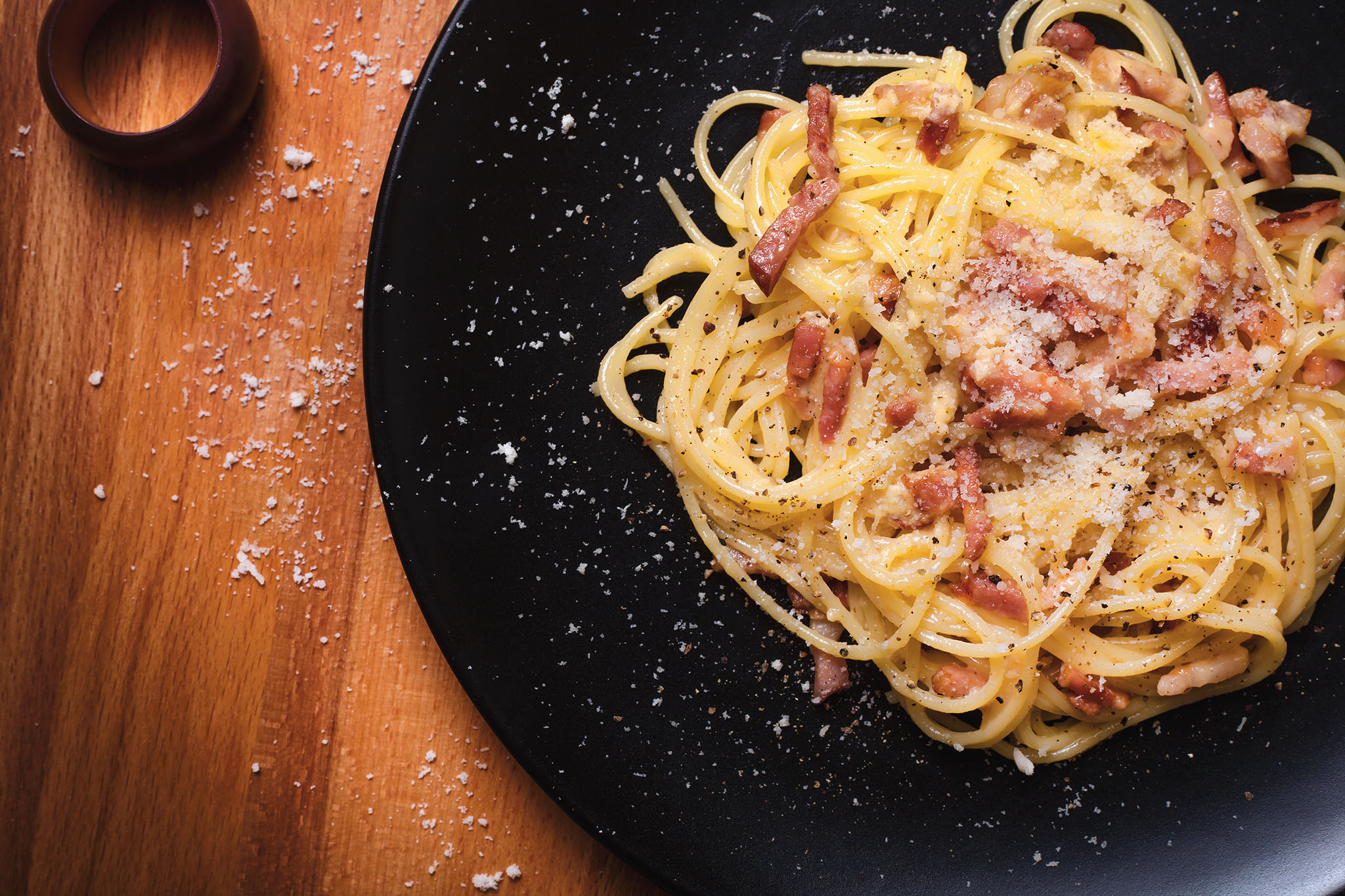
Spaghetti alla carbonara

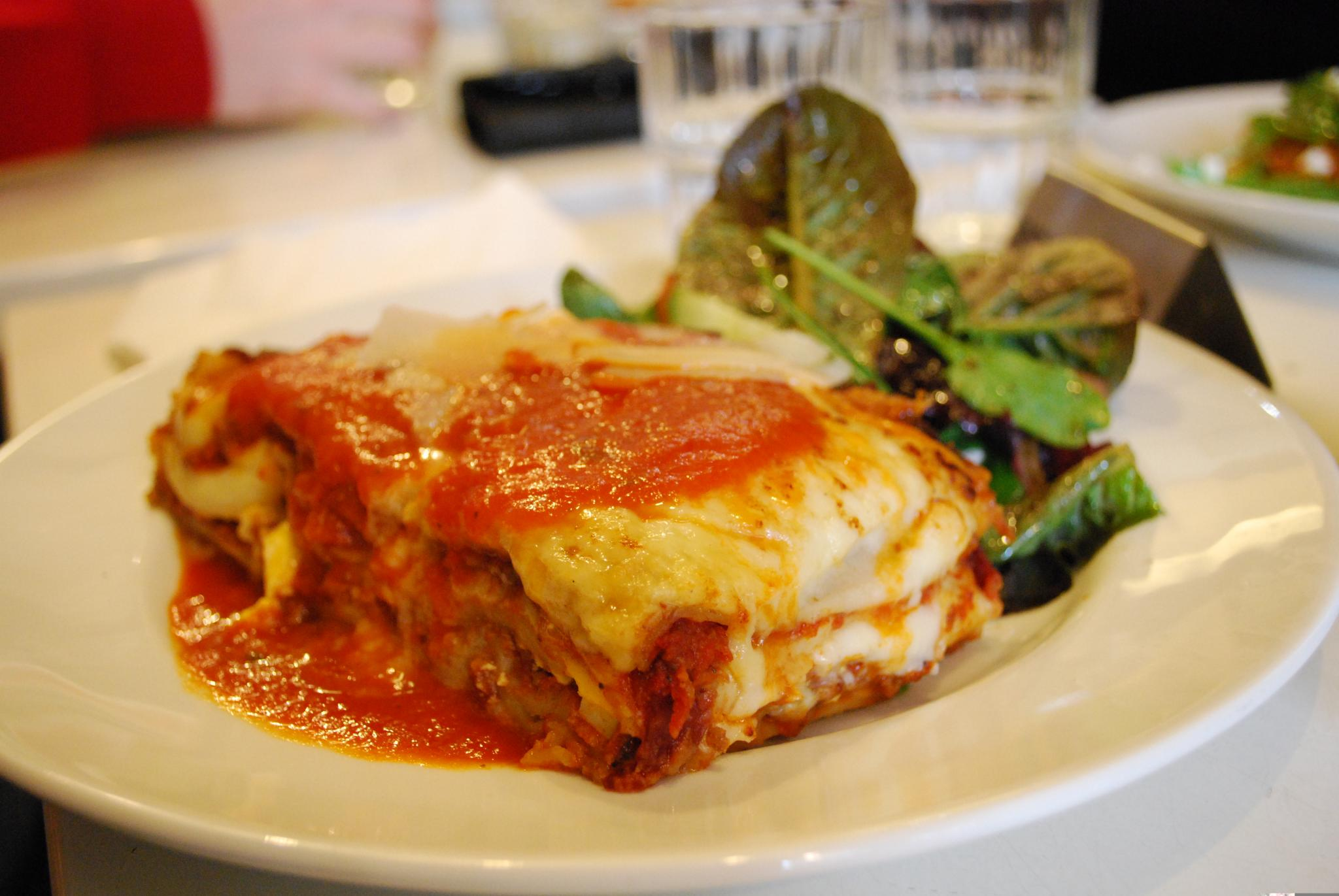
Lasagna

Hình dạng pasta thường rất đa dạng và theo đó, các loại xốt đi kèm với chúng cũng có đôi chút khác biệt. Các loại pasta sợi nhỏ thì thường ăn chung với các loại nước xốt không quá đặc, vị nồng không cao lắm. Ngược lại, các loại sợi to lại nên ăn cùng với nước xốt đặc sánh. Còn các loại không phải dạng sợi thì dùng chung với xốt có nhiều rau củ. Nước xốt không được đổ ngập mì và khi ăn hết mì trên dĩa thì vẫn còn lại nước xốt.
Phần lớn pasta khô được sản xuất thương mại thông qua các máy cán mì. Pasta tươi theo truyền thống đã được làm thủ công, đôi khi với sự hỗ trợ của máy móc đơn giản. Nhưng ngày nay nhiều loại pasta được sản xuất thương mại bằng máy móc quy mô lớn và bán nhiều ở các siêu thị.
Là một danh mục trong các món ăn Ý, cả mì khô và tươi được sử dụng một cách kinh điển trong một trong ba loại món ăn chế biến sẵn. Như pasta asciutta (hay pastasciutta), pasta nấu chín dọn lên dĩa và ăn với sốt hoặc gia vị bổ sung. Một phân loại thứ hai của món pasta là pasta in brodo trong đó pasta là một phần của một món ăn loại xúp. Một loại thứ ba là pasta al forno trong đó pasta được đưa vào một món ăn sau đó được nướng.

## Khẩu phần
Pasta nói chung là một món ăn đơn giản, nhưng có nhiều dạng khác nhau vì nó là một loại thực phẩm đa năng. Một số món pasta được phục vụ như là món ăn đầu tiên tại Ý vì khẩu phần ăn nhỏ và đơn giản. Phần ăn thường đi kèm với một lát thịt. Pasta cũng được chế biến cho bữa ăn trưa nhẹ, như món salad hoặc khẩu phần ăn lớn cho bữa ăn tối. Nó có thể được làm thủ công hoặc bằng máy chế biếný thực phẩm và ăn nóng hoặc lạnh.
Nước sốt mì ống khác nhau về màu sắc, hương vị và kết cấu. Khi lựa chọn loại mì ống và nước sốt để phục vụ với nhau, có một quy tắc chung là phải được quan sát. Nước sốt đơn giản như pesto là lý tưởng cho các sợi mì ống dài và mỏng trong khi nước sốt cà chua kết hợp tốt với mì dày hơn. Nước sốt dày hơn và đặc quánh hơn có khả năng tốt hơn để bám vào các lỗ và cắt giảm ngắn, hình ống, mì xoắn. Nước sốt nên được phục vụ bình đẳng với mì ống của nó. Điều quan trọng là nước sốt không tràn mì ống. Thêm nước sốt còn lại trên đĩa sau khi tất cả mì ống ăn.

## Đa dạng

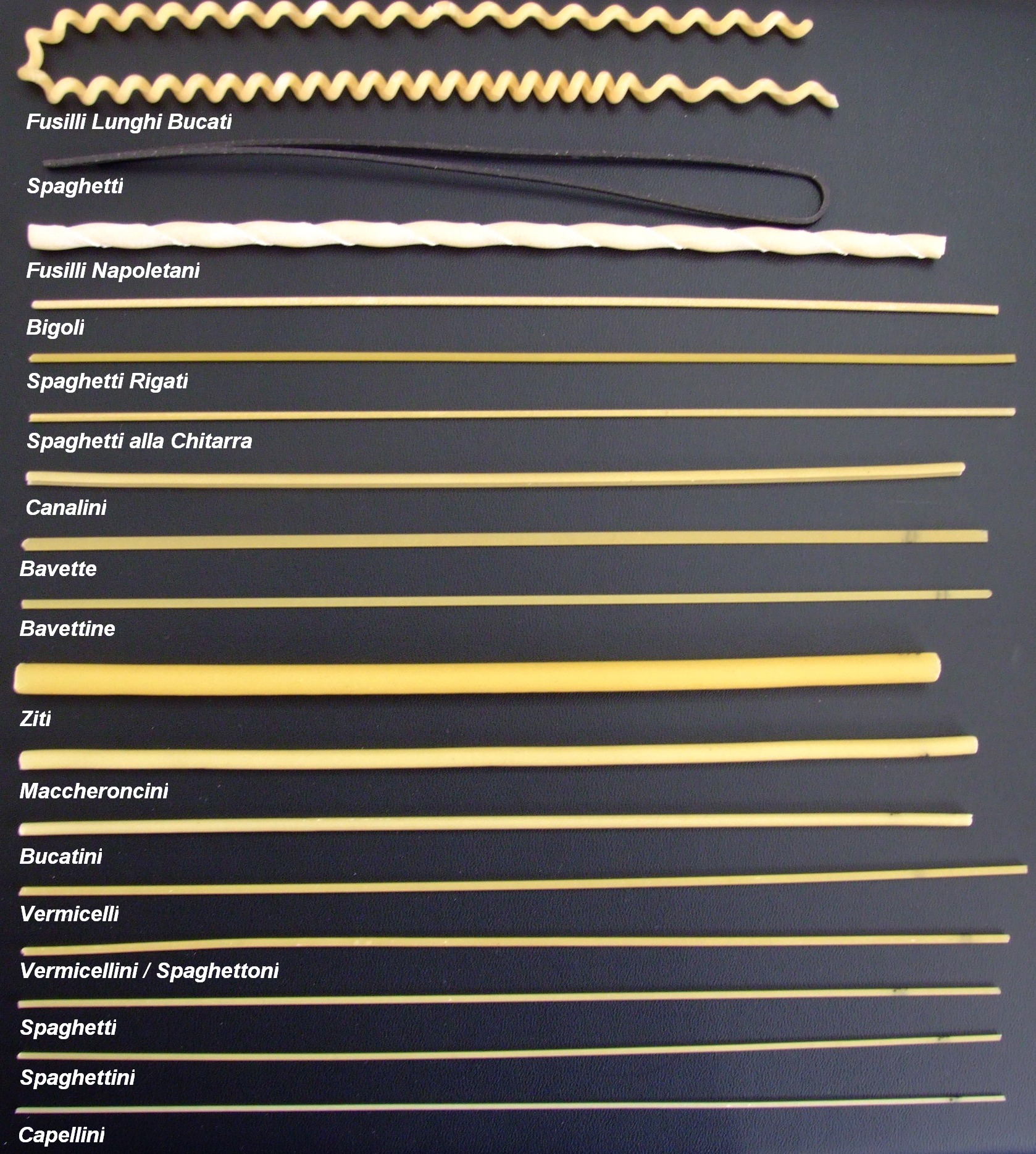
pasta dài (Spaghetti)
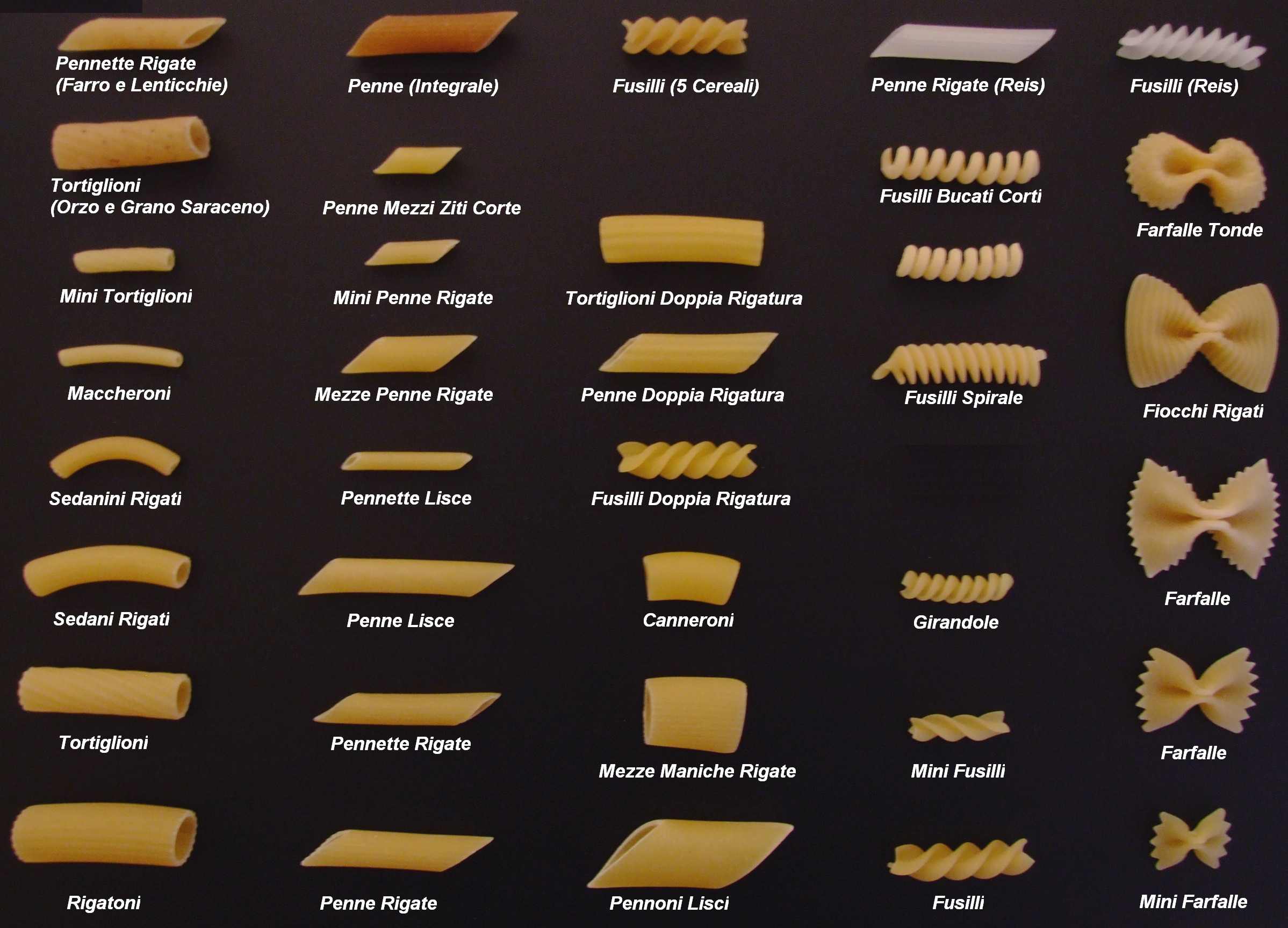
pasta ngắn
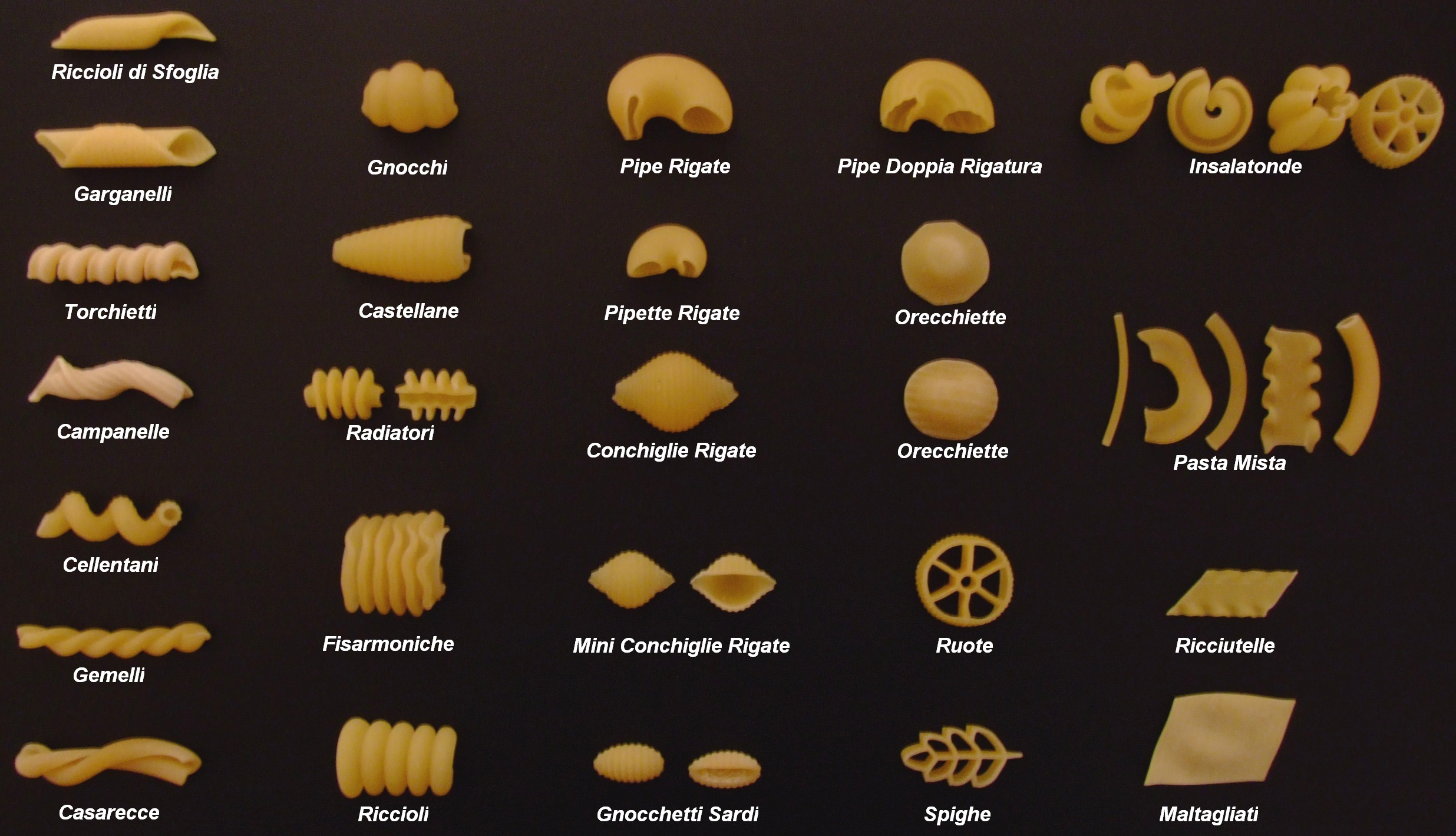
pasta ngắn
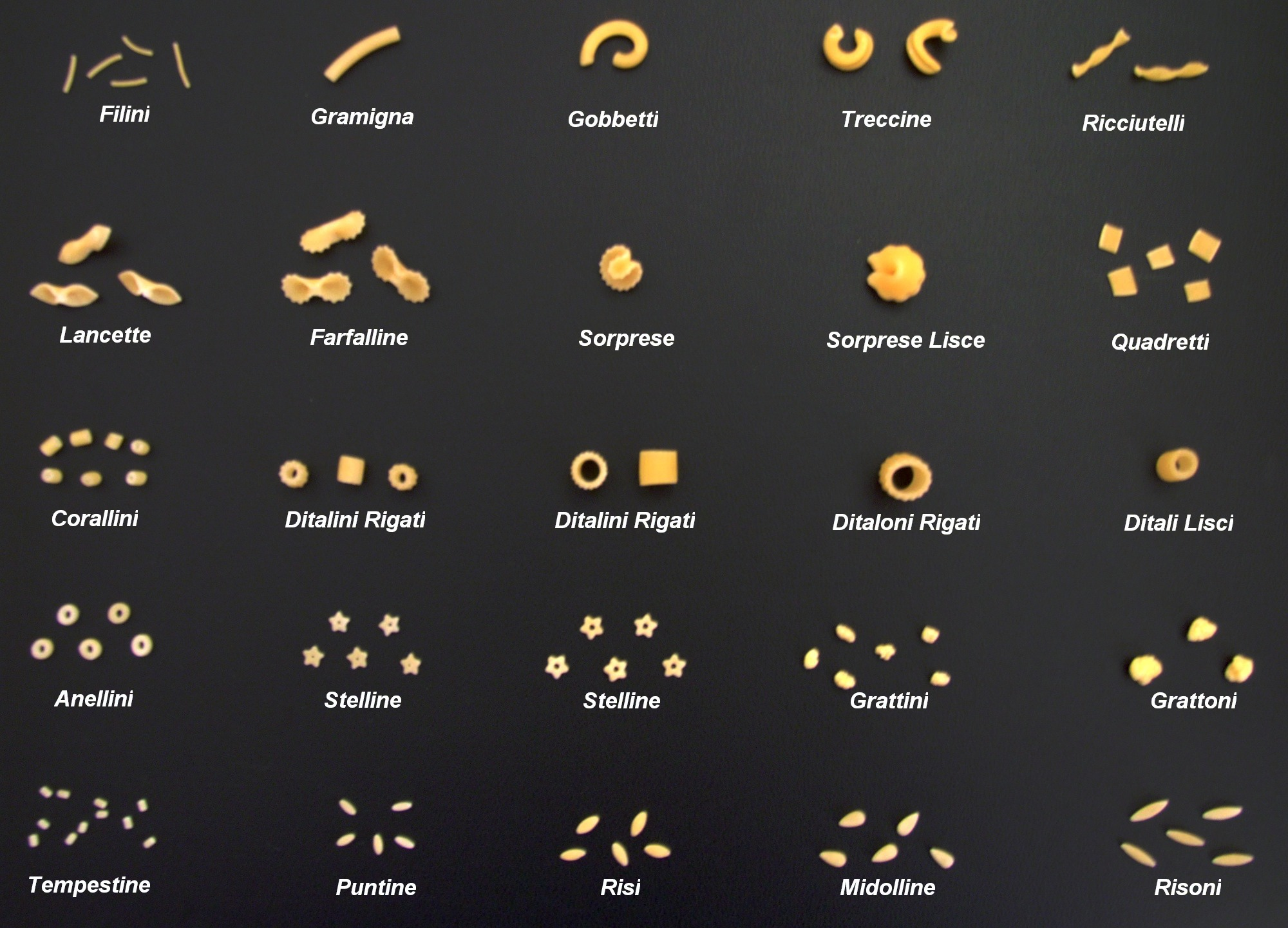
pasta (pastina, dùng cho súp)
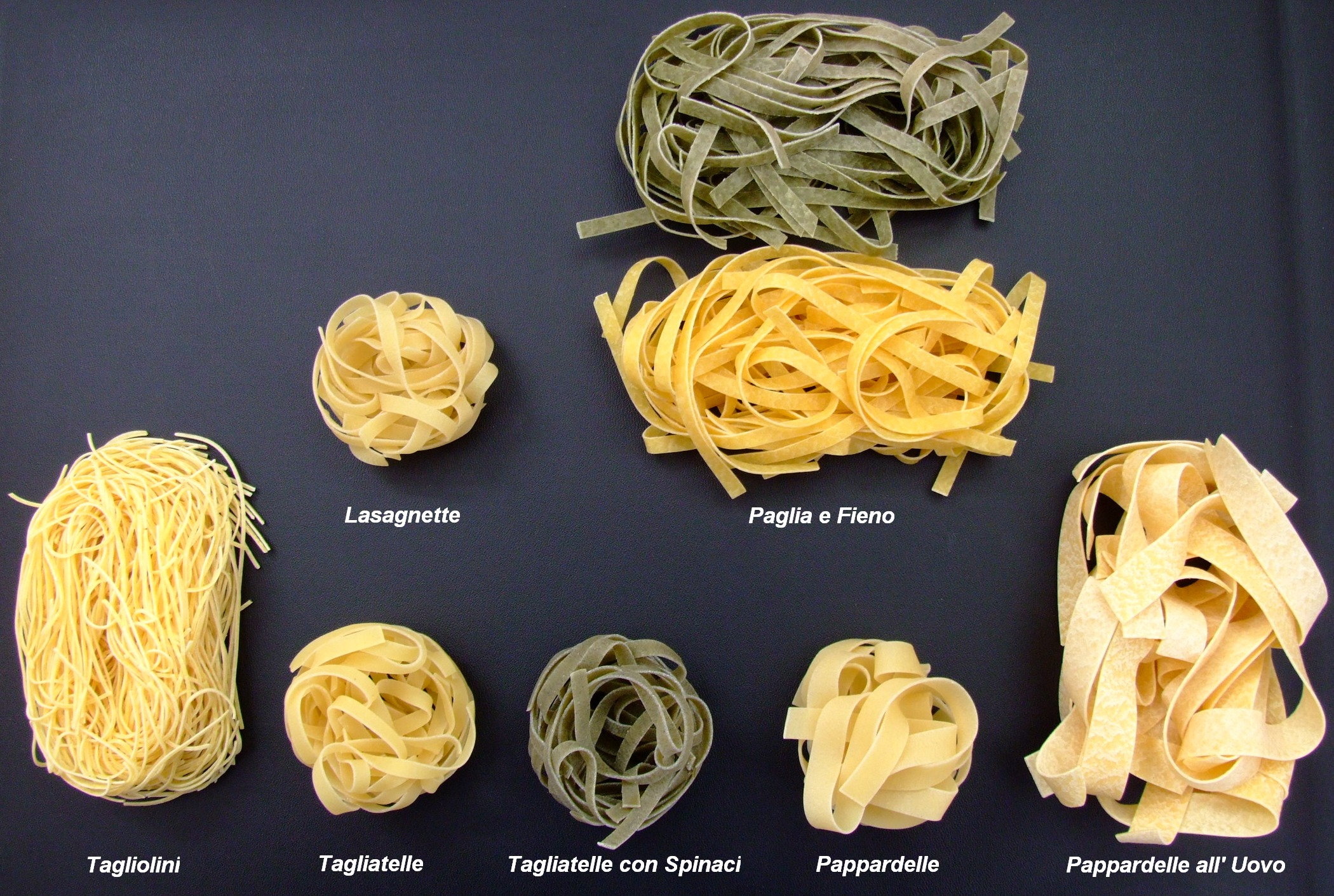
Pasta all'uovo (pasta trứng)
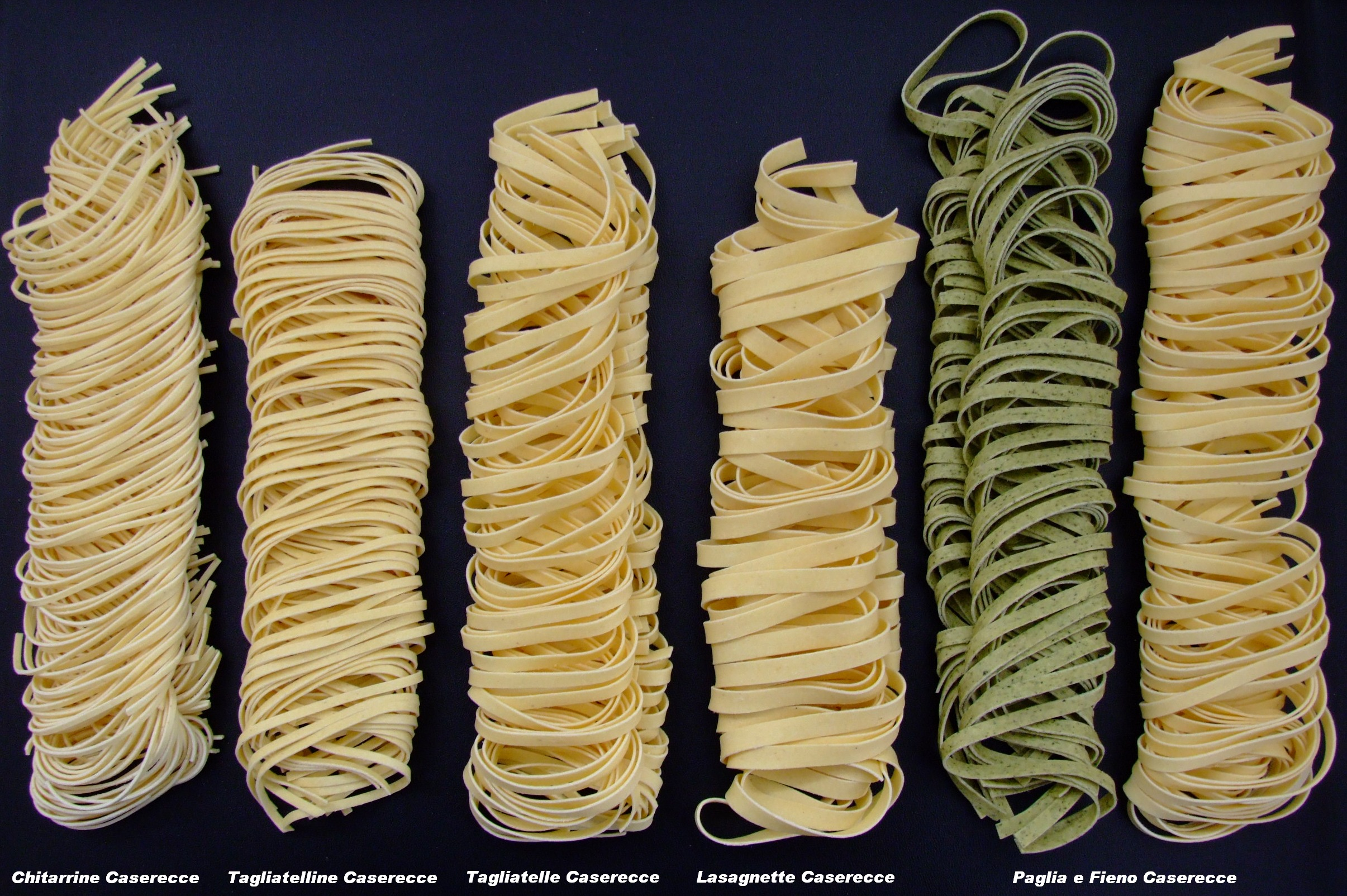
pasta tươi
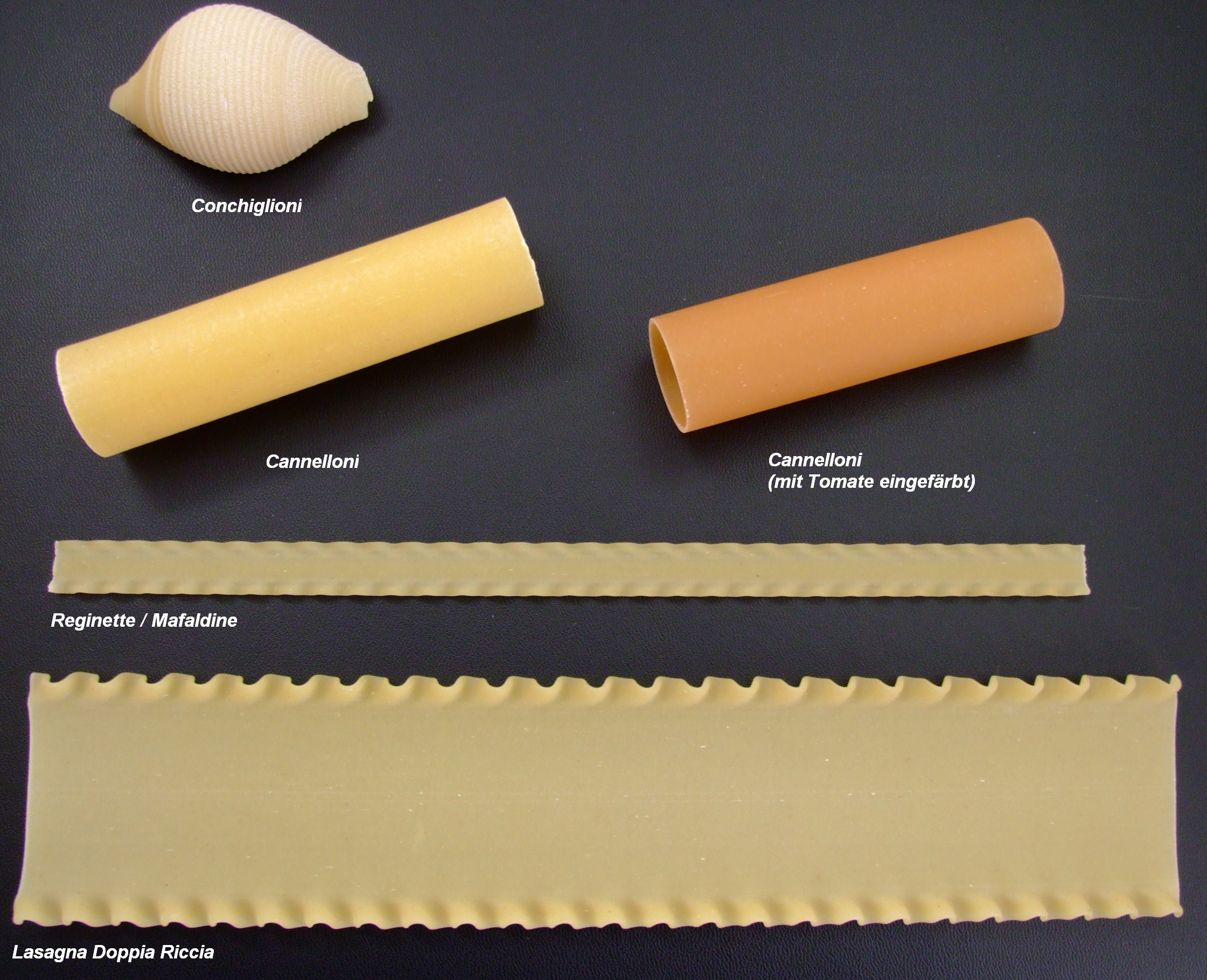
Pasta dùng cho các món pasta al forno (pasta nướng)